# Wyalkatchem
Wyalkatchem è una città situata nella regione di Wheatbelt, in Australia Occidentale; essa si trova 190 chilometri a est di Perth ed è la sede della Contea di Wyalkatchem. Al censimento del 2006 contava 344 abitanti.